# John Foster (cầu thủ bóng đá)
John Foster (sinh ngày 19 tháng 9 năm 1973) là một hậu vệ bóng đá người Anh.